# Pleurodeles
Pleurodeles – rodzaj płazów ogoniastych z podrodziny Pleurodelinae w rodzinie salamandrowatych (Salamandridae).

## Zasięg występowania
Rodzaj obejmuje gatunki występujące na Półwyspie Iberyjskim w Hiszpanii i Portugalii oraz w Maroku, Tunezji i Algierii.

## Systematyka

### Etymologia
- Pleurodeles: gr. πλευρα pleura „bok”; δηληεις dēlēeis „szkodliwy”[9].
- Bradybates: gr. βραδυς bradus „powolny”; βατης batēs „piechur”, od βατεω bateō „stąpać”, od βαινω bainō „iść”[10]. Gatunek typowy: Bradybates ventricosus Tschudi, 1838 (= Pleurodeles waltl Michahelles, 1830).
- Glossoliga (Glossolega[b]): gr. γλωσσα glōssa „język”; λιγυς ligus, λιγεια ligeia „głośny, przenikliwy”[9]. Gatunek typowy: Triton poireti Gervais, 1835.
- Bradytes: gr. βραδυτης bradutēs „ociężałość, powolność”[11]. Nazwa zastępcza dla Bradybates[7].

### Podział systematyczny
Do rodzaju należą następujące gatunki:
- Pleurodeles nebulosus (Guichenot, 1850)
- Pleurodeles poireti (Gervais, 1835) – żebrowiec algierski[12]
- Pleurodeles waltl Michahelles, 1830 – traszka Waltla[13]